# El Racó de la Rajola
El Racó de la Rajola és una obra de Tiana (Maresme) inclosa a l'Inventari del Patrimoni Arquitectònic de Catalunya.

## Descripció
Porta amb arc de mig punt realitzada amb maons. La diferència amb les dovelles de pedra picada, amb els maons, els caps són de la mateixa amplada a tots. La inclinació de les peces que permet formar l'arc de mig punt, depèn de la quantitat de morter que es col·loca entre ells.
L'edifici al qual es troba aquest element arquitectònic no té cap mena d'interès, però s'ha de dir que el nom de l'endret ve donat per la profusió d'elements decoratius realitzats a base de rajola o fragments d'aquesta, d'una pèssima qualitat i un gust dubtós.